# Trichomycterus pirabitira
Trichomycterus pirabitira é uma espécie de peixe da família Trichomycteridae.
É endémica do Brasil.